# Bothrideres bipunctatus
Bothrideres bipunctatus is een keversoort uit de familie knotshoutkevers (Bothrideridae). De wetenschappelijke naam van de soort werd in 1790 gepubliceerd door Johann Friedrich Gmelin.